# Parafia Trójcy Świętej w Modzurowie
Parafia Trójcy Świętej w Modzurowie – parafia rzymskokatolicka, znajdująca się w diecezji opolskiej, w dekanacie Łany.

## Historia
Dokument powstania parafii jest nieznany. Modzurów już w roku 1257 razem z innymi parafiami należał do parafii w  Koźla. Parafia obejmowała terytorium: Modzurowa, Szonowic i Kołomyja oraz Gamowa z kościołem filialnym, który w 1871 r. został odłączony i utworzył samodzielną parafią. W okresie reformacji do 1607 r. parafia była w rękach protestantów. Kościół obecny został zbudowany staraniem ks. Hugona Sterba w 1896 roku W okresie plebiscytów 31 X 1921 r. został w Modzurowie zamordowany proboszcz ks. Augustyn Strzybny.
W 2025 budynek kościoła wpisano do rejestru zabytków (nr rej. A/1564/25 z 26 maja 2025).